# Boris Szpitalny
Boris Gawriiłowicz Szpitalny (ros. Борис Гавриилович Шпитальный, ur. 25 lipca?/7 sierpnia 1902 w Rostowie nad Donem, zm. 6 lutego 1972 w Moskwie) – radziecki konstruktor broni, profesor, Bohater Pracy Socjalistycznej.

## Życiorys
Urodził się w rodzinie mechanika. Od 1908 wraz z rodziną mieszkał w Moskwie, w 1919 skończył szkołę i został pomocnikiem maszynisty na kolei, w latach 1921–1922 był mechanikiem w fabryce wagonów, a od 1923 pracował w laboratorium instalacji hydraulicznych przy Timiriazewskiej Akademii Rolniczej. W 1927 ukończył Katedrę Inżynierii Lotniczej Moskiewskiego Instytutu Mechanicznego im. Łomonosowa i został inżynierem w Naukowym Instytucie Silników w Moskwie, a później pracownikiem biura projektowo-konstruktorskiego tulskiej fabryki zbrojeniowej. W 1932 wraz z inżynierem I. Komarickim zaprojektował lotniczy karabin maszynowy SzKAS, który znalazł następnie szerokie zastosowanie w lotnictwie ZSRR. W 1934 został szefem i głównym konstruktorem utworzonego w Tule Specjalnego Biura Doświadczalno-Konstruktorskiego nr 15; stanowisko to zajmował do 1953. Po ataku Niemiec na ZSRR biuro to zostało ewakuowane do Kujbyszewa W 1936 wraz z S. Władimirowem opracował działko SzWAK, instalowane później na wielu myśliwcach, m.in. Jak-1, I-153, I-16, Ła-5, Ła-7 i ŁaGG-3, a także wczesnym Ił-2. W latach 1940–1941 opracował działko lotnicze Szpitalny-Sz-37. Miał tytuł doktora nauk technicznych, w 1949 otrzymał tytuł profesora, w 1953 został profesorem katedry w Moskiewskim Instytucie Inżynierów Geodezji, Fotografii Lotniczej i Kartografii. Został pochowany na Cmentarzu Nowodziewiczym.

## Odznaczenia i nagrody
- Medal Sierp i Młot Bohatera Pracy Socjalistycznej (28 października 1940)
- Order Lenina (dwukrotnie – 17 lipca 1932 i 28 października 1940)
- Order Suworowa II klasy (18 listopada 1944)
- Order Kutuzowa I klasy (16 września 1945)
- Order Czerwonego Sztandaru Pracy (dwukrotnie)
- Order Czerwonej Gwiazdy (9 kwietnia 1937)
- Nagroda Stalinowska (dwukrotnie – 1941 i 1942)

I medale.